# 福田亨
福田 亨（ふくだ とおる、3月4日 - ）は、日本の男性DJ、ナレーター。
懸樋プロダクション所属。

## 来歴
大阪府出身。日本大学芸術学部放送学科卒業。

## 出演作品

### 主なテレビ番組ナレーション
- EX 「報道ステーション」「サタデーステーション」スポーツコーナー（不定期）
- EX「緊急特報!侍ジャパンWBC世界一の熱狂」
- EX「緊急特報!バスケW杯沖縄の感動をもう一度〜完全保存版」
- EX「FIFAワールドカップ 松木安太郎の応援宣言」
- EX「WBC2017」「WBC壮行試合」「WBC強化試合」などWBC関連全般
- EX「マイナビオールスターゲーム2017」
- EX「侍ジャパン応援宣言！」
- EX「WBC侍ジャパン激闘譜」
- EX「サッカーW杯アジア最終予選応援宣言！」
- EX「MLBダイジェスト」
- EX「24 JAPAN 完全ダイジェスト」
- EX「速報!有吉のお笑い大統領選挙」
- EX「中居正広のプロ野球魂」(アナウンス)
- EX「ザワつく!金曜日」(ドラフトアナウンス)
- EX「よふかしゴーちゃん」
- EX、TBS、NTVドラマPR等多数
- NTV 「怪盗山猫からの挑戦状」「土曜はボク運」他
- NTV「ニノさん」「ニノさんSP」
- NTV「箱根駅伝まで6時間SP」「箱根駅伝直前情報大公開SP」
- NTV「サタデー・ジャンクション」
- CX「土曜プレミアム・栄光なき天才たち」
- CX「ヘンないきもの」
- CX「奇跡体験!アンビリバボー」
- CX他「まるごと得だね市」
- TBS「NEWS23X WBC拡大版」（生含む）
- TBS「NEWS23 世界陸上スペシャル」(生含む)
- TBS「NEWS23 激闘!世界野球プレミア12」(生含む)
- TBS「スポーツ＆ニュース」
- TBS 「みのもんたの朝ズバッ!」「あさチャン」オリンピックコーナー（生）
- TBS「いのちの響」
- TBS「日曜劇場VIVANT」PR番組・ナビ番組等
- NHK「趣味Do楽（ニコライ・バーグマン）」
- NHK「落語ディーパー！」
- NHK「趣味どきっ!」
- NHK「趣味悠々（国府弘子）」
- NHK「テレビ囲碁アジア選手権」
- NHK「将棋の日in札幌」
- NHK「ヒロイン誕生！朝ドラな女たち」
- TX 「宮里藍・聖志・優作のゴルフワンダーランド」
- TX「チャージ730!」
- TX「◯◯式って効くの？」
- TX「あの人の通帳が見てみたい」
- BS朝日「スポーツクロス」
- AbemaTV「K-1 World GP」
- AbemaTV「Keisuke Honda presents moment of truth」
- AbemaTV「魂の七番勝負」
- AbemaTV「花の三番勝負」
- AbemaTV「bpm」
- AbemaTV「安室奈美恵ファッション総選挙」
- Abema「モータースポーツ完全ガイド」
- NHK BS1「世界のドキュメンタリー ペレinニューヨーク」
- BS朝日「金メダルの食卓」
- BS朝日「ザ・偉人伝」(PR等)
- BS朝日「ヴァンデグローブ・ハイライト」
- BS朝日「チビリンピック」
- BS朝日「フィギュアスケートグランプリシリーズ」
- BS朝日「SAMURAIエール」
- BS朝日「スマイルストーリー」
- BS朝日「神谷町小歌舞伎 成駒屋三兄弟の挑戦」
- BS-TBS「英雄たちの決断」
- BS-TBS「素顔のハワイ・オアフ島シリーズ」
- BS-TBS「笑い飯哲夫の知って極楽寺ある記」
- BS日テレ「パラアスリート噂の真相」
- CS日テレ「刀剣乱舞月剣縁桐刃」
- BSテレ東「伊藤淳史ののほほーんゴルフ」
- BS12番宣PR等多数
- WOWOW「大人番組リーグ・じょうずなワニのつかまえかた！？」
- WOWOW「最新シネマジャック」
- ゴルフネットワーク 「ヒッコリー太平洋クラブマスターズ」
- 釣りビジョン「東京湾ウェーディングガイド」「東京湾夏祭り」他
- ヒストリーチャンネル 「地球の誕生」シリーズ
- ナショナルジオグラフィック「黄金に魅せられた人類」
- ディスカバリーチャンネル「ヒトラーの資金源」
- MONDO TV「むこうぶちメイキング」「麻雀最強王決定トーナメント」「カリスマチューニング」他多数
- スペースシャワーTVプラス「juice＝juice」「NiziU」他多数
- スカチャン他「FUNKY MONKEY BABYS FOREVER」
- スカチャン他「スカパー！アワード2014」
- TVK「Teenage Garden キメ！執事」
- TVK「Teenage Party キメ☆パピチ」
- TVK「部活応援プロジェクト　しゃかりき」
- MX「ガールズレーサー」
- MX他「SHIBUYA FASHION TV」
- MX他「絶渋佳人」
- MX「あろまさんぽTV」
- MX「東京クラッソ!NEO」
- MX「劇場版シティハンター・エンジェルダストSP」
- SBS「目指せ！超ドSフェスタしずおか。四二〇〇八五五」

CM・インフォマーシャル　ナレーション多数

### ラジオ
- JFN全国ネット「RED OR WHITE 〜2009年洋楽紅白歌合戦〜」DJ
- JFN全国ネット「RED OR WHITE 〜2010年洋楽紅白歌合戦〜」DJ
- インターFM「INTERVALUE」DJ
- FMヨコハマ「Twilight Navigation」アシスタントDJ
- かつしかFM「SATURDAY ON THE WAY」DJ
- かつしかFM「CLOSE x TALK」DJ
- かつしかFM「音魂Pilation」DJ
- CMナレーション多数

### YouTube、イベント等
- 「RISE」リングアナウンサー
- 「THE MATCH 2022」リングアナウンサー
- GACKT「Platinum Box」シリーズ　ナレーション
- AKB48 44thシングル「翼はいらない」特典DVD ナレーション
- YouTube「カツオ人間 the MOVIE2」ナレーション
- YouTube「1週間心霊スポット生活〜REBORN」「PEDRO1週間逃亡生活」他ナレーション
- YouTube「下剋上!!」ナレーション
- YouTube「バトルミリオネア」ナレーション
- YouTube「就活サバイバル」ナレーション
- YouTube「青汁ファイトクラブ」ナレーション
- Mrs. GREEN APPLEファンクラブ動画コンテンツ「ガッツキミセス」ナレーション
- エアーパーク(航空自衛隊浜松広報館)全天周シアター作品「強い翼」ナレーション
- 「Microsoft Tech Edo」MC
- 「Girl Next Door Trick Live」MC
- 「日米交流合同音楽祭」MC
- 桑田佳祐「本当は怖い愛とロマンス」ビーチ放送ナレーション
- 日本水泳連盟水球競技日本選手権大会 プールサイドMC
- 「AMERICA EXPO 2010」MC
- 「ROCK IN JAPAN FESTIVAL 2011」MC

- 企業VP、イベント映像等ナレーション多数